# Commanderie de Châteaubernard
La commanderie de Châteaubernard était d'abord un établissement religieux de l'ordre du Temple avant d'être une commanderie hospitalière des Hospitaliers de l'ordre de Saint-Jean de Jérusalem situé sur le territoire de la commune de Châteaubernard (Charente), à 4 km au sud de Cognac.

## Historique
La chapelle qui est devenue l'église paroissiale, est le seul vestige restant de la commanderie de Châteaubernard. Il n'existe pas de document mentionnant sa date de construction mais des éléments architecturaux militent en faveur des années 1150-1160. Un document conservé dans les archives départementales, daté de 1220, concerne un accord passé avec des particuliers entre les Templiers de Châteaubernard et les moines bénédictins de l'abbaye de Fontdouce au sujet de la reconstruction de moulins situés près de Cognac et un autre daté de 1227,  mentionne que l'effectif de la commanderie était de cinq templiers, dont un seul chevalier.
D'autres actes nous donnent les noms des commandeurs : en 1242, Guillaume de Sonnac, Commandeur d'Aquitaine et futur Maître de l'ordre du Temple et en 1295, sur un acte d'achat d'un moulin à un particulier Frère Hugues de Narzac est mentionné comme commandeur de Châteaubernard et d'Angles.
Après la dissolution de l'ordre du Temple par le pape Clément V, le 22 mars 1312, la commanderie de Châteaubernard fut affectée aux Hospitaliers de l'ordre de Saint-Jean de Jérusalem.
Cette chapelle est sur le chemin du pèlerinage de Saint-Jacques-de-Compostelle qui passait par le quartier Saint-Jacques à Cognac. Châteaubernard a souffert de la guerre de Cent Ans, qui a ravagé toute la région, puis de la grande peste. La commanderie cesse d'être autonome au début du XVe siècle et dépend de Beauvais-sur-Matha. Ensuite, seule la chapelle a été entretenue et un document de 1655, à la suite de la visite du prieur de l'Ordre, mentionne l'état de délabrement et de ruine du domaine. 
À la Révolution, comme toutes les propriétés de l'ordre de Saint-Jean de Jérusalem, le domaine de Châteaubernard est vendu comme bien national. Rendue au culte en 1844, la chapelle ne devient église paroissiale qu'en 1874,.

## Description
De plan rectangulaire, la commanderie qui date du XIIe siècle est constituée de murs épais épaulés de contreforts, deux chapelles n'en formant qu'une aujourd'hui (chapelle de dévotion dédiée à Notre-Dame) ont été ajoutées au sud au XVe siècle, et la sacristie date de 1890.
Elle a été construite en pierre de taille à un seul vaisseau, avec nef voûtée en berceau brisé et couverte en tuile canal. La chapelle des fonts est à voûte d'arêtes en brique et la chapelle sud voûtée d'ogives.
La façade est chapeautée d'un clocher campanile à deux ouvertures. Une porte plein cintre ouvre cette façade, surmontée d'une fenêtre plein cintre également.
L'église a été restaurée en 1756, puis en 1877 et une inscription de 1531 a été mise au jour.
Les bâtiments de la commanderie ont disparu lors des guerres de Religion et seule la chapelle subsiste.

## Commandeurs templiers
| Nom du commandeur | Dates                                              |
| ----------------- | -------------------------------------------------- |
| P. Bos (ou Boez)  | en 1227                                            |
| Pierre Theobald   | en 1307 (au moment de l'arrestation des Templiers) |

## État
Elle est l'église paroissiale de Châteaubernard.

Autres vues de l'église
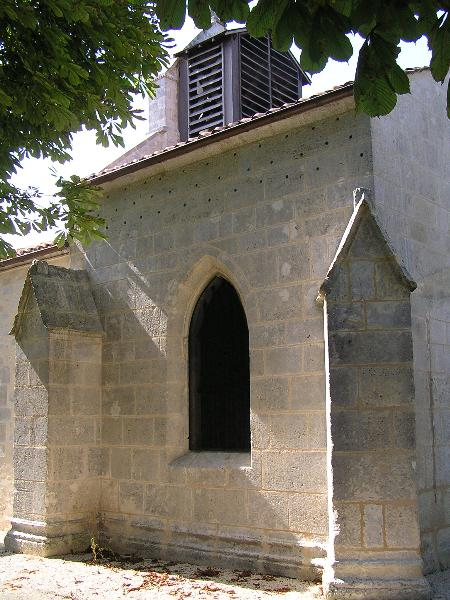
Vue latérale
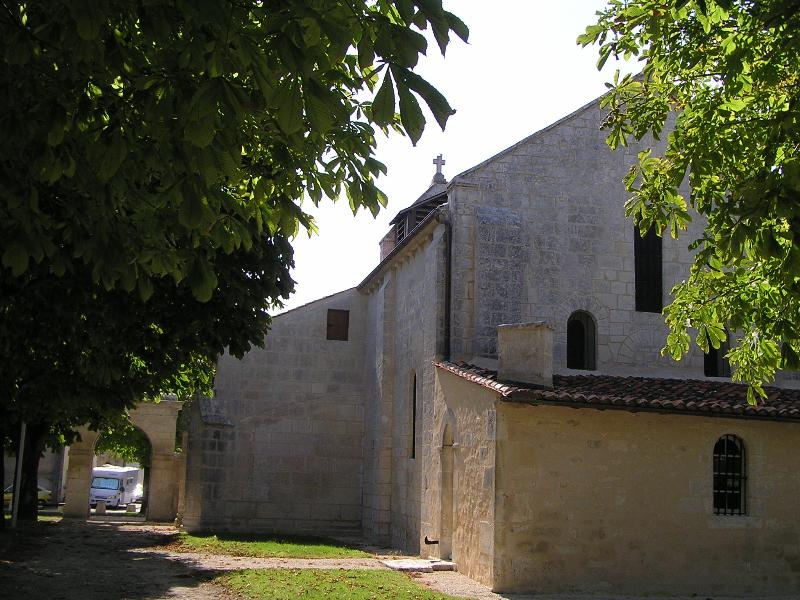
Le chevet